# Paralacydes ypsilon
Paralacydes ypsilon là một loài bướm đêm thuộc phân họ Arctiinae, họ Erebidae.